# المپیاد جهانی ریاضی

لوگوی المپیاد جهانی ریاضی

المپیاد جهانی ریاضی (IMO) یک المپیاد ریاضی سالیانه ۶ مسئله‌ای ۴۲ امتیازی برای دانش آموزان مقطع دبیرستان و قدیمی‌ترین المپیاد علمی جهان است.
نخستین المپیاد جهانی ریاضی در رومانی در ۱۹۵۹ برگزار شده و هر ساله (به جز سال ۱۹۸۰) ادامه داشته‌است.
حدود ۱۰۰ کشور تیم‌هایی حداکثر ۶ نفره از دانش‌آموزان را به همراه یک نفر لیدر (رهبر) تیم، یک نفر قائم‌مقام رهبر و ناظران می‌فرستند. المپیاد از آغاز آن در ۱۹۵۹، میراثی غنی از خود بر جای گذاشته و خود را به عنوان اوج رقابت ریاضیاتی بین دانش‌آموزان دبیرستانی تثبیت کرده‌است.
محتوای المپیاد از مسائل فوق‌العاده مشکل جبر و پیشاحساب تا مسائلی از شاخه‌هایی از ریاضیات که معمولاً نه در مدرسه و نه در سطح دانشگاهی تدریس نمی‌شوند، نظیر هندسه تصویری و مختلط، ترکیبیات، و نظریه اعداد با پایه محکم، سیر می‌کند که داشتن دانش نظری گسترده در این حوزه‌ها لازم است. گرچه در حل مسائل استفاده از دانش حساب مجاز است، اما به هیچ عنوان لازم نیست، چرا که اصلی در کار است که حتی اگر راه حل‌ها نیاز به داشتن دانش خیلی بیشتری داشته باشند، هر کسی با فهم مقدماتی از ریاضی باید بتواند مسائل را بفهمد. حامیان این اصل مدعی اند که این باعث جامعیت بیشتر می‌شود و مشوقی برای یافتن مسائلی خلق می‌کند که به طرزی فریب‌آمیز ساده‌اند اما بی شک نیاز به حد معینی از نبوغ دارند.
روند انتخاب از کشور به کشور فرق دارد، ولی اغلب شامل رشته امتحاناتی است که در هر مرحله تعداد کمتری از دانش آموزان را می‌پذیرند. جایزه‌ها به افراد شرکت‌کننده رده‌های بالای آزمون داده می‌شود. تیمها در المپیاد به رسمیت شناخته نمی‌شوند؛ همه امتیازات فقط به افزاد شرکت‌کننده داده می‌شود ولی به‌طور غیررسمی امتیازات تیمی بیشتر مورد مقایسه قرار می‌گیرد تا امتیازات فردی. شرکت کنندگان باید با سنی کمتر از ۲۰ بوده و نباید در هیچ مؤسسه آموزش عالی ثبت نام کرده باشند. هر فردی با رعایت این شرایط به هر تعداد می‌تواند در المپیاد شرکت کند.

## مدال آوران ایرانی
مدال طلای المپیاد جهانی ریاضی IMO 2024 : رادین زاهدی گلپایگانی
مدال طلای المپیاد جهانی ریاضی IMC 2024 : امیرحسین برزویی
مدال طلای تونمنت جهانی ریاضی دانشگاه استنفورد SMT 2024 : امیرحسین برزویی
مدال طلای المپیاد جهانی علوم ریاضی ISMI 2023 : امیرحسین برزویی
مدال طلای المپیاد جهانی ریاضی 1994 : مریم میرزاخانی

## تاریخ
اولین IMO در ۱۹۵۹ در رومانی برگزار شد. از آن زمان المپیاد هر ساله جز ۱۹۸۰ برگزار شده‌است. در آن سال به دلیل مشکلات مالی نامزدی برای میزبانی المپیاد وجود نداشت. المپیاد در آغاز برای کشورهای اروپای شرقی عضو پیمان ورشو، که تحت نفوذ بلوک شوروی بودند، بنیان گذاشته شد ولی نهایتاً دیگر کشورها هم در آن شرکت کردند. المپیادهای اولیه به دلیل این منشأ شرقی تنها توسط کشورهای اروپای شرقی میزبانی می‌شد و تدریجاً به دیگر ملل گسترش یافت.
منابع در خصوص اشاره به میزبانی بعضی از المپیادهای اولیه متفاوت هستند. این ممکن است بعضاً به این دلیل باشد که رهبران تیم‌ها عموماً دور از دانش آموزان اسکان می‌یابند، و بخشی به این دلیل که پس از رقابت‌ها دانش آموزان همیشه برای بقیه المپیاد در یک شهر نمی‌ماندند. تاریخهای دقیق برگزاری هم ممکن است فرق کند، زیرا رهبران پیش از دانش آموزان می‌رسیدند و در المپیادهای جدیدتر، هیئت مشاوره قبل از رهبران می‌رسند.
بسیاری از دانش آموزان چون تئودور فن برگ، لیزا زاوئرمان و کریستیان رایهر در المپیاد به‌طور استثنایی، عالی عمل کرده‌اند، و چندین مدال طلا برده‌اند. دیگران، مانند گریگوری مارگولیس، ژان کریستف یکوز، استانیسلاف اسمیرنوف، ترنس تائو، پیتر شولتز، مریم میرزاخانی و گریگوری پرلمان ریاضیدانانی سرشناس شده‌اند. خیلی‌های‌شان جوایزی مانند مدال فیلدز برده‌اند (پیتر شولتز و تائو فیلدزمدالیست و از ریاضیدانان پیشرو قرن بیست و یکمند پرلمان و میرزاخانی نیز فیلدزمدالیستند).
در ژانویه ۲۰۱۱، گوگل ۱ میلیون دلار به سازمان المپیاد جهانی ریاضی هدیه کرد. این اهدائیه به سازمان برای تأمین مخارج پنج رخداد جهانی بعدی (۲۰۱۱–۲۰۱۵) کمک خواهد کرد.

## حضور ایران
اولین حضور ایران ۱۹۸۵ بود. تا پایان سال ۲۰۱۹ ایران ۱۹۹ شرکت کننده در ۳۴ حضور خود داشته‌است که شامل ۱۹۱ پسر و ۸ دختر بوده‌است و موفق به کسب مجموع ۱۸۵ مدال شامل ۴۵ طلا و ۹۷ نقره و ۴۳ برنز (و ۴ دیپلم افتخار) شده‌است.
تا پایان سال ۲۰۲۳ ایران در جایگاه دوازدهم مجموع مدالهای طلای کسب شده در تمام ادوار المپیاد جهانی ریاضی است.

## رده بندی کشورها بر اساس مدال
رده بندی کشورها به همراه تعداد حضورشان در رقابتها از سال ۱۹۵۹ تا ۲۰۲۳:
| Country             | Appearances | Gold | Silver | Bronze | Honorable Mentions | Gold in Last 10 years(2014–2023) |
| ------------------- | ----------- | ---- | ------ | ------ | ------------------ | -------------------------------- |
| چین                 | 38          | 180  | 36     | 6      | 0                  | 51                               |
| ایالات متحده آمریکا | 49          | 146  | 119    | 30     | 1                  | 46                               |
| روسیه               | 31          | 111  | 63     | 12     | 0                  | 30                               |
| کره جنوبی           | 36          | 93   | 79     | 28     | 7                  | 38                               |
| مجارستان            | 63          | 86   | 171    | 115    | 10                 | 9                                |
| رومانی              | 64          | 85   | 154    | 110    | 7                  | 12                               |
| اتحاد جماهیر شوروی  | 29          | 77   | 67     | 45     | 0                  | N/A                              |
| ویتنام              | 47          | 69   | 115    | 82     | 2                  | 20                               |
| بلغارستان           | 64          | 57   | 127    | 119    | 14                 | 4                                |
| بریتانیا            | 56          | 54   | 121    | 130    | 18                 | 13                               |
| آلمان               | 46          | 54   | 112    | 87     | 16                 | 5                                |
| ایران               | 38          | 50   | 110    | 49     | 4                  | 12                               |
| ژاپن                | 34          | 46   | 96     | 51     | 5                  | 14                               |
| تایوان              | 32          | 44   | 103    | 36     | 8                  | 15                               |
| اوکراین             | 32          | 43   | 73     | 55     | 9                  | 14                               |
| کانادا              | 43          | 42   | 67     | 96     | 20                 | 17                               |
| تایلند              | 35          | 34   | 67     | 52     | 24                 | 20                               |
| لهستان              | 63          | 33   | 94     | 143    | 28                 | 8                                |
| استرالیا            | 43          | 28   | 77     | 100    | 28                 | 13                               |
| فرانسه              | 54          | 26   | 69     | 128    | 28                 | 3                                |
| سنگاپور             | 36          | 24   | 69     | 75     | 23                 | 17                               |
| کره شمالی           | 14          | 22   | 36     | 9      | 2                  | 9                                |
| ایتالیا             | 44          | 21   | 51     | 78     | 35                 | 11                               |
| ترکیه               | 40          | 20   | 72     | 93     | 15                 | 4                                |
| اسرائیل             | 42          | 20   | 66     | 105    | 23                 | 8                                |
| هند                 | 34          | 16   | 73     | 79     | 28                 | 5                                |

## شیوه امتیازدهی
ورقه شامل شش مسئله است که هر یک ۷ نمره دارند، یعنی امتیاز کل ۴۲ نمره است. استفاده از هیچ نوع ماشین حسابی مجاز نیست. امتحان در دور روز متوالی گرفته می‌شود؛ رقابت کنندگان چهار ساعت و نیم برای حل ۳ مسئله در هر روز دارند. مسائل از حوزه‌های مختلفی از ریاضیات دبیرستانی، که قابل طبقه‌بندی به صورت هندسه، نظریه اعداد، جبر و ترکیبیات است برگزیده می‌شوند. این مسائل هیچ دانش ریاضیات عالی نظیر حساب و آنالیز نیاز ندارند و راه حل‌ها اغلب کوتاه و متوسط‌اند. به هر حال، معمولاً ظاهر شان را تغییر داده‌اند تا روند یافتن راه حل‌ها را سخت کنند. مسائل نامعادلات جبری، اعداد مختلط و تثلیث زاویه در المپیاد، برجسته بوده‌اند، گرچه در سالهای قبل، آخری به اندازه قبل محبوب نبوده‌است.
همچنین اگر در حل سؤالی، رقابت‌کننده از راه حلی ابتکاری و جدید استفاده کند، تحت شرایط خاصی امتیاز اضافه‌ای تحت عنوان جایزه ویژه (به انگلیسی: Special Prize) برای او در نظر گرفته می‌شود.
هر کشور شرکت‌کننده، جز کشور میزبان، باید مسائلی را به کمیته گزینش مسئله تشکیل شده توسط کشور میزبان بفرستد. این کمیته مسائل ارسالی را به یک تعداد کوتاه تقلیل می‌دهد. رهبران تیمها چند روز قبل از رقابت‌ها به المپیاد می‌آیند و هیئت ژوری را که مسؤول همه تصمیمات رسمی مرتبط با رقابت‌ها ست، شکل می‌دهند. آن‌ها اول شش مسئله نهایی را انتخاب می‌کنند. هدف ژوری انتخاب مسائل به سختی صعودی به صورت Q5،Q4،Q3،Q2،Q1، و Q6 است. رهبران شدیداً جدا نگه داشته شده و مورد مراقبت قرار می‌گیرند چرا که سؤالات را از پیش می‌دانند.
روی نمرات هر کشور بین رهبر کشور و معاون رهبر و هماهنگ‌کننده تعیین شده از سوی کشور میزبان، بنا بر تصمیمات هماهنگ‌کننده ارشد و نهایتاً یک ژوری اگر اختلافی باشد که نتواند حل شود توافق می‌شود.

## روند گزینش

یک مرحله در روند حل یک مسئله از AIME، بخشی از روند گزینش آمریکا

روند گزینش المپیاد جهانی بسته به کشور بسیار متفاوت است. در برخی کشورها، خصوصاً در شرق آسیا، روند گزینش شامل چندین آزمون است که دشواری آن با خود المپیاد جهانی قابل مقایسه‌است. در چین دومین یکشنبه هر اکتبر آزمونی ملی با شرکت ۲۰۰٬۰۰۰ نفر برگزار می‌شود. حدود ۱۲۰ نفر برگزیده شده به کمپ زمستانی می‌روند که در ژانویه برگزار می‌شود. در این کمپ ۵ روزه که در سطح المپیاد جهانی است، بین ۲۰ تا ۳۰ نفر برای دوره آموزشی المپیاد جهانی برگزیده می‌شوند که از ۱۶ مارس تا ۲ آوریل به طول می‌انجامد. بعد از ۶ تا ۸ آزمون و ۲ غربالگری دیگر اعضای تیم ملی برگزیده می‌شوند. در بعضی از دیگر کشورها، مثل آمریکا، آزمونهای انتخابی شامل رقابتهای ریاضی آمریکا، امتحان آزاد ریاضی آمریکا و المپیاد ریاضی ایالات متحده آمریکا است که هر یک به نوبه خود یک رقابت است. برای بالاترین امتیازآوران در رقابت نهایی گزینش تیم، مثل چین یک کمپ تابستانی وجود دارد.
در روسیه المپیاد به‌طور سالانه تحت نظارت وزارت آموزش و علوم فدراسیون روسیه برگزار می‌شود. این المپیاد که در چهار مرحله برگزار می‌شود: مدرسه، شهر، منطقه و مرحله نهایی. مرحله اول در مؤسسات آموزشی هرسال از ۱ اکتبر تا ۱۵ نوامبر برگزار می‌شود. مرحله بعد از ۱۵ نوامبر تا ۱۵ دسامبر توسط مسئولین شهری برگزار می‌شود. مرحله منطقه‌ای توسط مسئولین اجرایی فدراسیون روسیه از ۱۰ ژانویه تا ۱۰ فوریه برگزار می‌شود. مرحله نهایی را وزارت آموزش به کمک مسئولین اجرایی از ۲۰ مارس تا ۱ مه برگزار می‌کند.

## جوایز

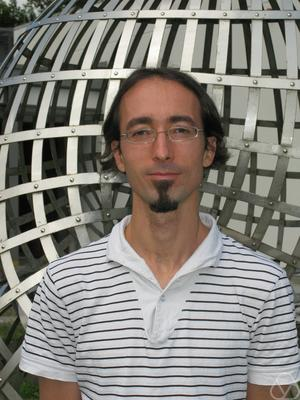
نیکلای نیکولوف سه مدال (۱۹۹۲، ۱۹۹۳، ۱۹۹۵) با امتیاز کامل و جایزه ویژه در ۱۹۹۵ برد.

رقابت کنندگان بر اساس نمره فردی شان رتبه‌بندی می‌شوند. مدال‌ها به رقابت کنندگان با بالاترین رتبه‌ها اعطا می‌شود، به نحوی که اندکی کمتر از نصف آن‌ها یک مدال می‌گیرند. نتیجتاً کاتاف‌ها (حداقل امتیازات لازم برای دریافت یک مدال طلا، نقره یا برنز) به نحوی انتخاب می‌شوند که نسبت طلا به نقره به برنز اعطایی حدوداً ۱ به ۲ به ۳ باشد. رقابت کنندگانی که مدالی نبرند ولی حداقل در یک مسئله هفت نمره به دست بیاورند یک لوح افتخار دریافت می‌کنند.
ممکن است به راه حل‌های با نبوغ خارق‌العاده یا حاوی تعمیم دهی‌های خوب یک مسئله جوایز ویژه اعطا شود. اعضای جایزه در سال ۲۰۰۵ (یوری بورچیو)، ۱۹۹۵ (نیکولای نیکولوف) و ۱۹۸۸ (امانوئیل آتاناسوف) رخ داد، ولی در اوایل دهه ۱۹۸۰ خیلی رایجتر بود. جایزه ویژه در ۲۰۰۵ به یوری بورچیو دانش آموزی اهل مولداوی، که راه حلی درخشان برای سؤال ۳ که یک نامعادله شامل سه متغیر بود اهدا شد. بورچیو یکی از تنها سه دانش آموزی بود که در آن ورقه نمره کامل گرفت.
این قاعده که حداکثر نصف رقابت کنندگان یک مدال ببرند گاهی در صورتی که اجرای آن منجر به این شود که تعداد مدالها خیلی با نصف شرکت کنندگان فرق کند نقض می‌شود. آخرین بار این در ۲۰۱۰ اتفاق افتاد، که انتخاب بین مدال دادن به ۲۲۶ (۴۳٫۷۱٪) یا ۲۶۶ (۵۱٫۴۵٪) نفر از ۵۱۷ (جدا از ۶ شرکت‌کننده کره شمالی - پایین را ببینید) باید انجام می‌شد، و ۲۰۱۲ که انتخاب بین مدال دادن به ۲۲۶ (۴۶٫۳۵٪) یا ۲۷۷ (۵۰٫۵۵٪) نفر از ۵۴۸ شرکت‌کننده رخ داد.

## جریمه‌ها
کره شمالی دو بار به دلیل تقلب حذف شد؛ اولین بار در سی و دومین المپیاد در ۱۹۹۱ و دوباره در پنجاه و یکمین المپیاد در ۲۰۱۰، و تا به امروز تنها کشوری است که به تقلب متهم شده است.

## المپیادهای جهانی کنونی و آینده

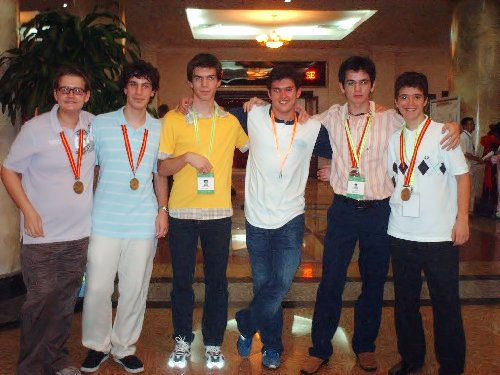
اعضای تیم سال ۲۰۰۷ یونان در المپیاد جهانی.

- ۵۳ مین المپیاد جهانی[۲۷] در ماردل پلاتا، آرژانتین ۴–۱۶ ژوئیه ۲۰۱۲ برگزار شد.[۲۸]
- ۵۴ مین المپیاد جهانی[۲۹] در سانتا مارتا,[۳۰] کلمبیا، ۱۸–۲۸ ژوئیه ۲۰۱۳ برگزار شد.[۳۱][۳۲]
- ۵۵ مین المپیاد جهانی در کیپ تاون[۳۳]آفریقای جنوبی در ۲۰۱۴ برگزار شد.
- ۵۶ مین المپیاد جهانی در تایلند در ۲۰۱۵ برگزار شد.
- ۵۷ مین المپیاد جهانی در هنگ کنگ در ۲۰۱۶ برگزار شد.
- ۵۸ مین المپیاد جهانی در برزیل در ۲۰۱۷ برگزار شد.[۳۴]
- ۵۹ مین المپیاد جهانی در رومانی در سال ۲۰۱۸ برگزار شد
- ۶۰ مین المپیاد جهانی در انگلیس در سال ۲۰۱۹ برگزار شد

## دستاوردهای سرشناس

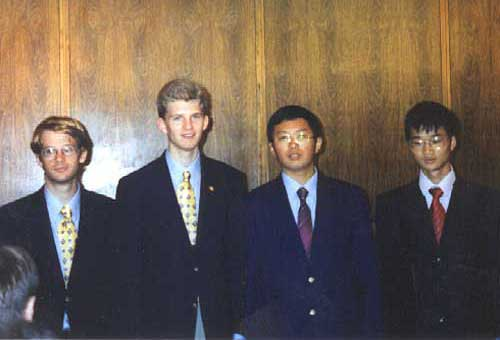
از چپ به راست، گابریل کرل، آمریکا، رید بارتن، آمریکا، لیانگ شیائو، چین، و ژیشیانگ ژانگ، چین، چهار نفری که در المپیاد جهانی سال ۲۰۰۱ برگزار شده در آمریکا امتیاز کامل آوردند.

پنج کشور موفق شده‌اند در دوره‌هایی با تیمهایی شرکت کنند که همگی اعضایشان طلا برده‌اند:
- چین، ۱۳ بار: در ۱۹۹۲، ۱۹۹۳، ۱۹۹۷، ۲۰۰۰، ۲۰۰۱، ۲۰۰۲، ۲۰۰۴، ۲۰۰۶، ۲۰۰۹، ۲۰۱۰،۲۰۱۱، ۲۰۱۹ و ۲۰۲۲
- روسیه، ۲ بار: در ۲۰۰۲ و ۲۰۰۸
- آمریکا، ۲ بار: در ۱۹۹۴ و ۲۰۱۱
- کره جنوبی، ۱ بار: در ۲۰۱۲
- بلغارستان، ۱ بار: در ۲۰۰۳[۳۵]

تنها کشورهایی که همه اعضای تیم شان موفق به اخذ امتیاز کامل در المپیاد جهانی شده‌اند ایالات متحده، که المپیاد سال ۱۹۹۴ را با مربیگری پل ریتز بردند، و لوگزامبورگ که تیم یک‌نفره‌اش در المپیاد ۱۹۸۱ امتیاز کامل گرفت هستند همچنین تمام اعضای  تیم ملی چین در المپیاد جهانی ۲۰۲۲ نروژ با امتیاز کامل مدال طلا گرفتند. موفقیت آمریکا در مجله تایم ذکر شد.
مجارستان در ۱۹۷۵ به شیوه‌ای نامعمول و با وجودی که هیچ‌یک از هشت عضو تیم اش مدال طلا نبرد (پنج نقره، سه برنز) المپیاد را برد. آلمان شرقی تیم دوم هم با چهار نقره و چهار برنز هیچ طلایی نداشت.
افراد مختلفی به‌طور پیوسته در المپیاد امتیازات بالا گرفته یا مدالهایی برده‌اند: رید بارتن (آمریکا) اولین شرکت‌کننده برنده ۴ مدال (۱۹۹۸، ۱۹۹۹، ۲۰۰۰ و ۲۰۰۱) است.
او همچنین یکی از تنها هفت نفر فلوی چهارباره پاتنام است. علاوه بر این، او تنها کسی است که هم المپیاد جهانی ریاضی و هم المپیاد جهانی کامپیوتر (IOI) را برده‌است. کریستیان رایهر و لیزا زاوئرمان (هر دو آلمانی) و تئوردور فن بورگ (صربستان) تنها شرکت کنندگانی اند که چهار مدال طلا برده‌اند. (به ترتیب ۲۰۰۰–۲۰۰۳، ۲۰۰۸–۲۰۱۱ و ۲۰۰۹–۲۰۱۲)، زاوئرمان در ۲۰۰۷ یک مدال نقره، رایهر در ۱۹۹۹ یک برنز و فن بورگ یک نقره در ۲۰۰۸ و یک برنز در ۲۰۰۷ هم گرفته‌اند.
ولفگانگ بورمایستر از آلمان شرقی، مارتین هرتریش از آلمان غربی، یوری بورچیو از مولداوی و تئودور فن بورگ از صربستان تنها شرکت کنندگان حز رایهر و زاوئرمان هستند که پنج مدال برده‌اند که حداقل سه تایش طلا است.
سیپریان مانولسکیو (رومانی) بیش از هر کس دیگری در تاریخ رقابت‌ها توانسته برای مدال طلا یک ورقه کامل (۴۲ نمره‌ای) بنویسد و این کار را در هر سه دوره‌ای که در المپیاد شرکت کرد (۱۹۹۵, ۱۹۹۶, ۱۹۹۷) انجام داد. او فلوی سه باره پاتنام (۱۹۹۷، ۱۹۹۸، ۲۰۰۰) هم هست.
بالاترین امتیازی که یک دختر در تاریخ المپیاد جهانی کسب کرده مربوط به یفگنیا مالینیکووا (شوروی) است. او ۳ مدال طلا در ۱۹۸۹ (۴۱ نمره)، ۱۹۹۰ (۴۲) و ۱۹۹۱ (۴۲) دارد و با از دست دادن فقط ۱ نمره در ۱۹۸۹ پس از مانولسکیو قرار می‌گیرد.
اولگ گولبرگ (آمریکا/روسیه) تنها شرکت‌کننده تاریخ المپیاد جهانی است که برای دو کشور متفاوت مدال طلا برده‌است: او در ۲۰۰۲ و ۲۰۰۳ دو مدال برای روسیه و سپس در ۲۰۰۴ یکی برای آمریکا برد.
ترنس تائو (استرالیا) در المپیادهای ۱۹۸۷، ۱۹۸۸ و ۱۹۸۹ شرکت کرد و مدالهای برنز، نقره و طلا برد. او در المپیاد ۱۹۸۸ در حالی مدال طلا را برد که تازه سیزده ساله شده بود و به جوانترین فردی بدل شد که یک مدال طلا برده‌است. او به خاطر بردن مدال برنز در ۱۹۸۶، به همراه رائول چاوز سارمنیتو (پرو) جوانترین برنده مدال المپیاد جهانی به ترتیب در سنین ۱۲ و ۱۳ سالگی است. نوام الکیز که آمریکا را نمایندگی می‌کرد، در سن ۱۵ سالگی در ۱۹۸۱ با یک ورقه کامل برنده مدال طلا شد و جوان‌ترین فردی ست که نمره کامل گرفته‌است. توجه شود که الکیز و تائو می‌توانستند پس از موفقیتهایشان در چند المپیاد دیگر هم شرکت کنند، ولی وارد دانشگاه شدند و دیگر مجاز نبودند.

## پوشش رسانه‌ای
- مستندی با نام «مسائل سخت: راه سخت‌ترین مسابقه ریاضی دنیا» در ۲۰۰۶ دربارهٔ تیم المپیاد ریاضی آمریکا ساخته شد.[۴۵]
- مستندی توسط بی‌بی‌سی در ژوئیه ۲۰۰۷ با نام ذهنهای زیبای جوان در ژوئیه ۲۰۰۷ به روی آنتن رفت.
- یک فیلم تخیلی توسط بی‌بی‌سی با عنوان X+Y در سپتامبر ۲۰۱۴ منتشر شد که روایتگر داستان پسری با اختلال اوتیسم است که در المپیاد شرکت کرد.
- کتابی با نام شمارش معکوس نوشته استیو اولسون داستان موفقیت تیم آمریکا در المپیاد سال ۲۰۰۱ را روایت می‌کند.[۴۶]

### رسمی
- وبسایت رسمی المپیاد جهانی ریاضی
- سایت مرکزی قدیمی المپیاد جهانی ریاضی